# نائو ناگاساوا (صداپیشه)
نائو ناگاساوا (انگلیسی: Nao Nagasawa؛ زادهٔ ۱۲ مهٔ ۱۹۷۱) صداپیشه اهل ژاپن است. وی از سال ۱۹۹۱ میلادی تاکنون مشغول فعالیت بوده‌است.